# Генн Пилуаас
Генн Пилуаас (ест. Henn Põlluaas, нар. 16 лютого 1960, Таллінн, Естонія) — естонський громадський діяч і політик, голова Рійгікогу з 4 квітня 2019 по 18 березня 2021. Він також обіймав посаду мера Сауе з 2012 по 2015 рік, після чого був обраний до парламенту. Був заступником голови Консервативної народної партії із 2017 року.

## Біографія
У 1978 році закінчив Талліннську гімназію Нимме і Таллінський університет у 1985 році.
Хенн працював в естонському художньому музеї як науковець, в Талліннфільмі як художник-постановник, на Естонському телебаченні як редактор.
Пиллуаас був членом міської ради Сауе та її різних комітетів з 2005 року. У березні 2012 року був обраний мером Сауе, а після муніципальних виборів у 2013 році отримав депутатський мандат.
У 2015 та 2019 році був обраний членом Рійгікогу на виборах.

## Політична діяльність
Вперше балотувався на державну посаду у 2011 році. Вибори не виграв, але увійшов до першої трійки.
З 2012 по 2014 рік був членом Естонської консервативної народної партії (EKRE), обіймав посаду заступника голови EKRE.
У 2013 році на муніципальних виборах було обрано членом міської ради Сауе.
У 2015 році балотувався в Рійгікогу по виборчому окрузі № 4 у Хар'юському та Раплінському повітах, отримавши 4309 голосів та посівши 17 місце серед кандидатів. Відмовився від посади мера Сауе і перейшов у Державні Збори. Генн Пилуаас був заступником голови групи EKRE у XIII складі Рійгікогу, членом комітету із закордонних справ та комітету контролю державного бюджету, заступником члена спеціального комітету контролю КАПО та естонським делегатом парламентської асамблеї середземноморських держав.